# 1990 no cinema
O ano de 1990 no cinema foi marcado por muitos eventos significativos, como mostrado abaixo. A Universal Pictures comemorou seu 75º aniversário em 1990, apesar de seu 75º aniversário ter ocorrido em 1987.

## Maiores bilheterias
Os 10 filmes mais lançados em 1990 por arrecadação mundial são os seguintes:
| Ranque | Título                       | Distribuidor      | Bilheteria global |
| ------ | ---------------------------- | ----------------- | ----------------- |
| 1      | Ghost                        | Paramount         | US$ 505,702,588   |
| 2      | Home Alone                   | 20th Century Fox  | US$ 476,684,675   |
| 3      | Pretty Woman                 | Buena Vista       | US$ 463,406,268   |
| 4      | Dances with Wolves           | Orion             | US$ 424,208,848   |
| 5      | Total Recall                 | TriStar / Carolco | US$ 261,317,921   |
| 6      | Back to the Future Part III  | Universal         | US$ 245,000,000   |
| 7      | Die Hard 2                   | 20th Century Fox  | US$ 240,031,094   |
| 8      | Presumed Innocent            | Warner Bros.      | US$ 221,303,188   |
| 9      | Teenage Mutant Ninja Turtles | New Line          | US$ 202,084,756   |
| 10     | Kindergarten Cop             | Universal         | US$ 201,957,688   |

## Prêmios
- Oscar 1990
- Globo de Ouro de 1990

## Eventos
- 16 de março - O então presidente do Brasil, Fernando Collor, assina medida provisória acabando com entidades da administração federal, entre elas a Embrafilme.
- 26 de março - Cerimónia de entrega dos Oscars referentes ao ano de 1989. Driving Miss Daisy arrebata os prémios para "Melhor Filme", "Melhor Atriz" (Jessica Tandy), "Melhor Argumento Adaptado" e "Melhor Maquilhagem". Oliver Stone, com a película Born on the Fourth of July, é considerado o "Melhor Realizador" e Daniel Day-Lewis ganha a estatueta de "Melhor Ator" em "My Left Foot.

## Principais filmes estreados
- Massacre na Festa do Pijama 3 (Slumber Party Massacre 3), de Sally Mattison, com Maria Ford, Keely Christian, Brittain Frye, Brandi Burkett e Hope Marie Carlton
- O Massacre da Serra Elétrica 3, de Jeff Burr, com R.A. Mihailoff, Kate Hodge, Ken Foree, William Butler, Viggo Mortensen e Toni Hudson
- Alice, de Woody Allen, com Mia Farrow, Alec Baldwin, Judy Davis, William Hurt e Cybill Shepherd
- ¡Átame!, de Pedro Almodóvar, com Victoria Abril e Antonio Banderas
- Awakenings, de Penny Marshall, com Robert De Niro, Robin Williams e Penelope Ann Miller
- Back to the Future Part III, de Robert Zemeckis, com Michael J. Fox, Christopher Lloyd e Mary Steenburgen
- The Bonfire of the Vanities, de Brian De Palma, com Tom Hanks, Bruce Willis, Melanie Griffith, Morgan Freeman e Kim Cattrall
- Come See the Paradise, de Alan Parker, com Dennis Quaid
- Cyrano de Bergerac, de Jean-Paul Rappeneau, com Gérard Depardieu e Vincent Perez
- Dances with Wolves, de e com Kevin Costner
- Dick Tracy, com Warren Beatty, Al Pacino, Dustin Hoffman, Madonna, Kathy Bates, Dick Van Dyke, Mandy Patinkin e James Caan
- Die Hard 2, de Renny Harlin, com Bruce Willis, Bonnie Bedelia e Franco Nero
- Edward Scissorhands, de Tim Burton, com Johnny Depp, Winona Ryder, Dianne Wiest e Vincent Price
- Europa Europa, de Agnieszka Holland, com Julie Delpy
- Ghost, de Jerry Zucker, com Patrick Swayze, Demi Moore e Whoopi Goldberg
- Green Card, de Peter Weir, com Gérard Depardieu e Andie MacDowell
- Gremlins 2: The New Batch, de Joe Dante, com Zach Galligan, Phoebe Cates, John Glover e Christopher Lee
- The Exorcist III, de William Peter Blatty, com George C. Scott, Jason Miller, Ed Flanders e Brad Dourif.
- The Grifters, de Stephen Frears, com Anjelica Huston, John Cusack e Annette Bening
- The Godfather: Part III, de Francis Ford Coppola, com Al Pacino, Diane Keaton, Talia Shire, Andy Garcia, Eli Wallach e Bridget Fonda
- Goodfellas, de Martin Scorsese, com Robert De Niro, Ray Liotta e Joe Pesci
- Hamlet, de Franco Zeffirelli, com Mel Gibson, Glenn Close, Alan Bates, Paul Scofield, Ian Holm e Helena Bonham Carter
- The Handmaid's Tale, de Volker Schlöndorff, com Natasha Richardson, Faye Dunaway e Robert Duvall
- Henry and June, de Philip Kaufman, com Fred Ward, Uma Thurman e Maria de Medeiros
- Home Alone, de Chris Columbus, com Macaulay Culkin, Joe Pesci, Daniel Stern e John Heard
- The Hunt for Red October, de John McTiernan, com Sean Connery, Alec Baldwin, Scott Glenn, Sam Neill, James Earl Jones e Tim Curry
- Jacob's Ladder, de Adrian Lyne, com Tim Robbins e Danny Aiello
- Ju Dou, de Zhang Yimou, com Gong Li
- Miller's Crossing, de Joel Coen, com Gabriel Byrne, Albert Finney e John Turturro
- Mo' Better Blues, de e com Spike Lee e com Denzel Washington, Wesley Snipes e John Turturro
- Mr. & Mrs. Bridge, de James Ivory, com Paul Newman, Joanne Woodward e Kyra Sedgwick
- Misery, de Rob Reiner, com James Caan, Kathy Bates e Lauren Bacall
- Mountains of the Moon, de Bob Rafelson, com Patrick Bergin
- Nema-ye Nazdik, de Abbas Kiarostami
- Nikita, de Luc Besson, com Anne Parillaud
- Non, ou a Vã Glória de Mandar, de Manoel de Oliveira, com Luís Miguel Cintra, Diogo Dória, Miguel Guilherme, Ruy de Carvalho e Leonor Silveira
- Presumed Innocent, de Alan J. Pakula, com Harrison Ford, Brian Dennehy, Raul Julia e Bonnie Bedelia
- Pretty Woman, de Garry Marshall, com Richard Gere, Julia Roberts e Laura San Giacomo
- O Processo do Rei, de João Mário Grilo, com Carlos Daniel e Filipe Ferrer
- Reversal of Fortune, de Barbet Schroeder, com Glenn Close, Jeremy Irons e Annabella Sciorra
- Rocky V, de John G. Avildsen, com Sylvester Stallone
- The Russia House, de Fred Schepisi, com Sean Connery, Michelle Pfeiffer e Roy Scheider
- The Sheltering Sky, de Bernardo Bertolucci, com Debra Winger e John Malkovich
- Stanley & Iris, de Martin Ritt, com Jane Fonda e Robert De Niro
- Stanno tutti bene, de Giuseppe Tornatore, com Marcello Mastroianni e Michèle Morgan
- Total Recall, de Paul Verhoeven, com Arnold Schwarzenegger e Sharon Stone
- Tulitikkutehtaan tyttö, de Aki Kaurismäki
- La voce della luna, de Federico Fellini, com Roberto Benigni
- White Hunter Black Heart, de e com Clint Eastwood
- Wild at Heart, de David Lynch, com Nicolas Cage, Laura Dern, Willem Dafoe, Crispin Glover, Diane Ladd, Isabella Rossellini e Harry Dean Stanton
- Yume, de Akira Kurosawa, com Akira Terao e Martin Scorsese

## Nascimentos
| Data           | Nome                 | Profissão                                                                          | Nacionalidade  | Observações | Ref |
| -------------- | -------------------- | ---------------------------------------------------------------------------------- | -------------- | ----------- | --- |
| 7 de janeiro   | Liam Aiken           | ator                                                                               | Estados Unidos |             |     |
| 13 de janeiro  | Liam Hemsworth       | ator                                                                               | Austrália      |             |     |
| 23 de janeiro  | Gato Galáctico       | youtuber e ator                                                                    | Brasil         |             |     |
| 30 de janeiro  | Eiza González        | atriz                                                                              | México         |             |     |
| 5 de março     | Matt Rogers          | comediante, ator, escritor, podcaster, apresentador de televisão e artista musical | Estados Unidos |             |     |
| 21 de março    | César Cardadeiro     | ator                                                                               | Brasil         |             |     |
| 5 de abril     | Haruma Miura         | ator                                                                               | Japão          | m.2020      |     |
| 9 de abril     | Kristen Stewart      | atriz                                                                              | Estados Unidos |             |     |
| 10 de abril    | Alex Pettyfer        | ator                                                                               | Reino Unido    |             |     |
| 15 de abril    | Emma Watson          | atriz                                                                              | Reino Unido    |             |     |
| 23 de abril    | Dev Patel            | ator                                                                               | Reino Unido    |             |     |
| 16 de maio     | Thomas Sangster      | ator                                                                               | Reino Unido    |             |     |
| 20 de maio     | Josh O'Connor        | ator                                                                               | Reino Unido    |             |     |
| 13 de junho    | Aaron Taylor-Johnson | ator                                                                               | Reino Unido    |             |     |
| 18 de junho    | Monica Barbaro       | atriz                                                                              | Estados Unidos |             |     |
| 2 de julho     | Margot Robbie        | atriz e produtora                                                                  | Austrália      |             |     |
| 4 de julho     | Melissa Barrera      | atriz                                                                              | México         |             |     |
| 11 de julho    | Connor Paolo         | ator                                                                               | Estados Unidos |             |     |
| 24 de julho    | Daveigh Chase        | atriz e cantora                                                                    | Estados Unidos |             |     |
| 9 de agosto    | Bill Skarsgård       | ator                                                                               | Suécia         |             |     |
| 10 de agosto   | Lee Sung-kyung       | atriz                                                                              | Coreia do Sul  |             |     |
| 10 de agosto   | Lucas Till           | ator                                                                               | Estados Unidos |             |     |
| 15 de agosto   | Jennifer Lawrence    | atriz                                                                              | Estados Unidos |             |     |
| 17 de agosto   | Rachel Hurd-Wood     | atriz                                                                              | Reino Unido    |             |     |
| 21 de agosto   | Bo Burnham           | ator                                                                               | Estados Unidos |             |     |
| 24 de agosto   | Elizabeth Debicki    | atriz                                                                              | Austrália      |             |     |
| 21 de setembro | Christian Serratos   | atriz e modelo                                                                     | Estados Unidos |             |     |
| 13 de outubro  | Florian Munteanu     | ator                                                                               | Roménia        |             |     |
| 17 de outubro  | Rita von Hunty       | ator e drag queen                                                                  | Brasil         |             |     |
| 22 de outubro  | Jonathan Lipnicki    | ator                                                                               | Estados Unidos |             |     |
| 25 de outubro  | Fiuk                 | ator                                                                               | Brasil         |             |     |
| 4 de novembro  | Jean-Luc Bilodeau    | ator                                                                               | Canadá         |             |     |
| 6 de novembro  | Bowen Yang           | ator, comediante, podcaster e escritor                                             | Estados Unidos |             |     |
| 24 de novembro | Sarah Hyland         | atriz                                                                              | Estados Unidos |             |     |
| 25 de novembro | Carla Diaz           | atriz                                                                              | Brasil         |             |     |
| 25 de novembro | Stephanie Hsu        | atriz                                                                              | Estados Unidos |             |     |
| 29 de novembro | Diego Boneta         | ator                                                                               | México         |             |     |
| 20 de dezembro | JoJo                 | atriz e cantora                                                                    | Estados Unidos |             |     |
| 22 de dezembro | Lara Rodrigues       | atriz                                                                              | Brasil         |             |     |
| 24 de dezembro | Moose                | ator (canídeo)                                                                     |                | m. 2006     |     |

## Mortes
| Data            | Nome                   | Profissão                  | Nacionalidade  | Observações | Ref |
| --------------- | ---------------------- | -------------------------- | -------------- | ----------- | --- |
| 2 de janeiro    | Alan Hale Jr.          | ator                       | Estados Unidos | n. 1921     |     |
| 4 de janeiro    | José Maria Santos      | actor                      | Brasil         | n. 1933     |     |
| 5 de janeiro    | Arthur Kennedy         | actor                      | Estados Unidos | n. 1914     |     |
| 6 de janeiro    | Ian Charleson          | actor                      | Reino Unido    | n. 1949     |     |
| 8 de janeiro    | Terry-Thomas           | actor                      | Reino Unido    | n. 1911     |     |
| 20 de janeiro   | Barbara Stanwyck       | actriz                     | Estados Unidos | n. 1907     |     |
| 25 de janeiro   | Ava Gardner            | actriz                     | Estados Unidos | n. 1922     |     |
| 13 de fevereiro | Isabel Ribeiro         | atriz                      | Brasil         | n.1941      |     |
| 17 de março     | Capucine               | atriz                      | França         | n. 1928     |     |
| 18 de março     | Mauro Faccio Gonçalves | humorista                  | Brasil         | n. 1933     |     |
| 2 de abril      | Aldo Fabrizi           | ator, diretor e roteirista | Itália         | n. 1905     |     |
| 15 de abril     | Greta Garbo            | actriz                     | Suécia         | n. 1905     |     |
| 18 de abril     | Robert D. Webb         | cineasta                   | Estados Unidos | n. 1903     |     |
| 23 de abril     | Paulette Goddard       | atriz                      | Estados Unidos | n. 1910     |     |
| 6 de maio       | Charles Farrell        | ator                       | Estados Unidos | n. 1900     |     |
| 16 de maio      | Sammy Davis, Jr.       | ator, cantor e dançarino   | Estados Unidos | n. 1925     |     |
| 2 de junho      | Rex Harrison           | ator                       | Reino Unido    | n. 1908     |     |
| 15 de julho     | Margaret Lockwood      | atriz                      | Reino Unido    | n. 1916     |     |
| 17 de agosto    | Pearl Bailey           | actriz e cantora           | Estados Unidos | n. 1918     |     |
| 4 de setembro   | Irene Dunne            | atriz                      | Estados Unidos | n. 1898     |     |
| 15 de outubro   | Delphine Seyrig        | atriz                      | França         | n. 1932     |     |
| 27 de outubro   | Ugo Tognazzi           | ator                       | Itália         | n. 1922     |     |
| 27 de outubro   | Jacques Demy           | cineasta                   | França         | n. 1931     |     |
| 2 de dezembro   | Robert Cummings        | ator                       | Estados Unidos | n. 1910     |     |
| 7 de dezembro   | Joan Bennett           | atriz                      | Estados Unidos | n. 1910     |     |